# リチャード3世 (イングランド王)
リチャード3世（英語: Richard III, 1452年10月2日 - 1485年8月22日）は、ヨーク朝（プランタジネット朝）最後のイングランド国王（在位：1483年 - 1485年）。ボズワースの戦いで戦死し、これにより薔薇戦争は実質的に終結することになった。
エドワード3世の曾孫であるヨーク公リチャード・プランタジネットとセシリー・ネヴィルの八男で、エドワード4世とラトランド伯エドムンド、クラレンス公ジョージの弟。即位前はグロスター公に叙されていた（在位：1461年 - 1483年）。護国卿でもあった（在位：1483年）。
戦死した最後のイングランド王であり、他に戦死した王は1066年にヘイスティングズの戦いで敗死したハロルド2世と、1199年に矢傷がもとで死亡したリチャード1世がいるのみである。1484年1月に王直属の機関として紋章院を創設したことでも知られる。旗印は白い猪、銘は“Loyaulté Me Lie”（ロワイオテ・ム・リ）で、意味は古フランス語で「忠誠がわれを縛る」。

## 生涯
幼くして父を失ったリチャードは、兄エドワードや母方の従兄にあたる実力者ウォリック伯リチャード・ネヴィルの庇護を受けて成長した。ウォリック伯の元で少年期を過ごし、騎士としての修業を積み、1461年に兄がエドワード4世としてイングランド王に即位するとグロスター公に叙位された。
政権内の争いから、1470年にエドワード4世が、ランカスター派に寝返ったウォリック伯によって追放されたとき、ウォリック伯の誘いを拒否して一貫してエドワード4世に忠誠を誓い、翌1471年の兄王の復位に貢献した。1472年、ヘンリー6世の継嗣エドワード・オブ・ウェストミンスターの寡婦であったウォリック伯の娘アン・ネヴィルと結婚した。アンの姉イザベル・ネヴィルの寡夫であったリチャードの兄クラレンス公ジョージが1478年に処刑されると、リチャードは広大なウォリック伯領を独占相続して、名実ともに実力者としての地位を確立した。
その後、王妃エリザベス・ウッドヴィル一族が政権内で勢力を伸ばすと、これと対立するようになる。1483年にエドワード4世が病死するとその息子（リチャード自身にとっては甥）であるエドワード5世の摂政（護国卿）に就任。まもなくリヴァーズ伯アンソニー・ウッドヴィルらの王妃一派を捕らえて粛清し、協力者のヘイスティングス男爵ウィリアム・ヘイスティングスも処刑、さらにエドワード5世とその弟リチャード・オブ・シュルーズベリーをロンドン塔に幽閉した。2人はそのまま消息不明になり、殺されたとみられる。3ヵ月後の同年6月26日、エドワード5世の正統性を否定した議会に推挙されて（エドワード4世とエリザベス・ウッドヴィルの結婚は無効、2人の間の子供は庶子とされた）、イングランド王リチャード3世として即位した。同年、支持者の一人ジョン・ハワードにノーフォーク公位（ロンドン塔に幽閉された甥リチャードから剥奪された）を与える。
1483年10月、リチャード3世政権の樹立に貢献のあったバッキンガム公ヘンリー・スタッフォードが反乱を起こすとこれを鎮圧したが、反乱の噂は絶えず、政情は不安定なままに置かれた。1484年4月には一人息子のエドワード・オブ・ミドルハムが夭折し、1485年3月には王妃アン・ネヴィルも病死する。唯一の子供であったエドワードの死後、リチャード3世は一時、自身と王妃の甥であるクラレンス公の幼い遺児ウォリック伯エドワードを王位継承者に指名したが、王妃の死後にそれを取り消し、代わって別の甥（姉エリザベス・オブ・ヨーク (en) の息子）であるリンカーン伯ジョン・ド・ラ・ポールを王位継承者に指名した。
1485年8月、ランカスター派のリッチモンド伯ヘンリー・テューダー（後のヘンリー7世）がフランスから侵入し、ボズワースの戦いで国王自ら軍を率いて決戦する。この戦いでリチャード3世は味方の裏切りに遭い、自ら戦斧を振るって奮戦したが敗死した。遺体は当時の慣習に倣って、丸裸にされ晒された。

## 死後

### 評価

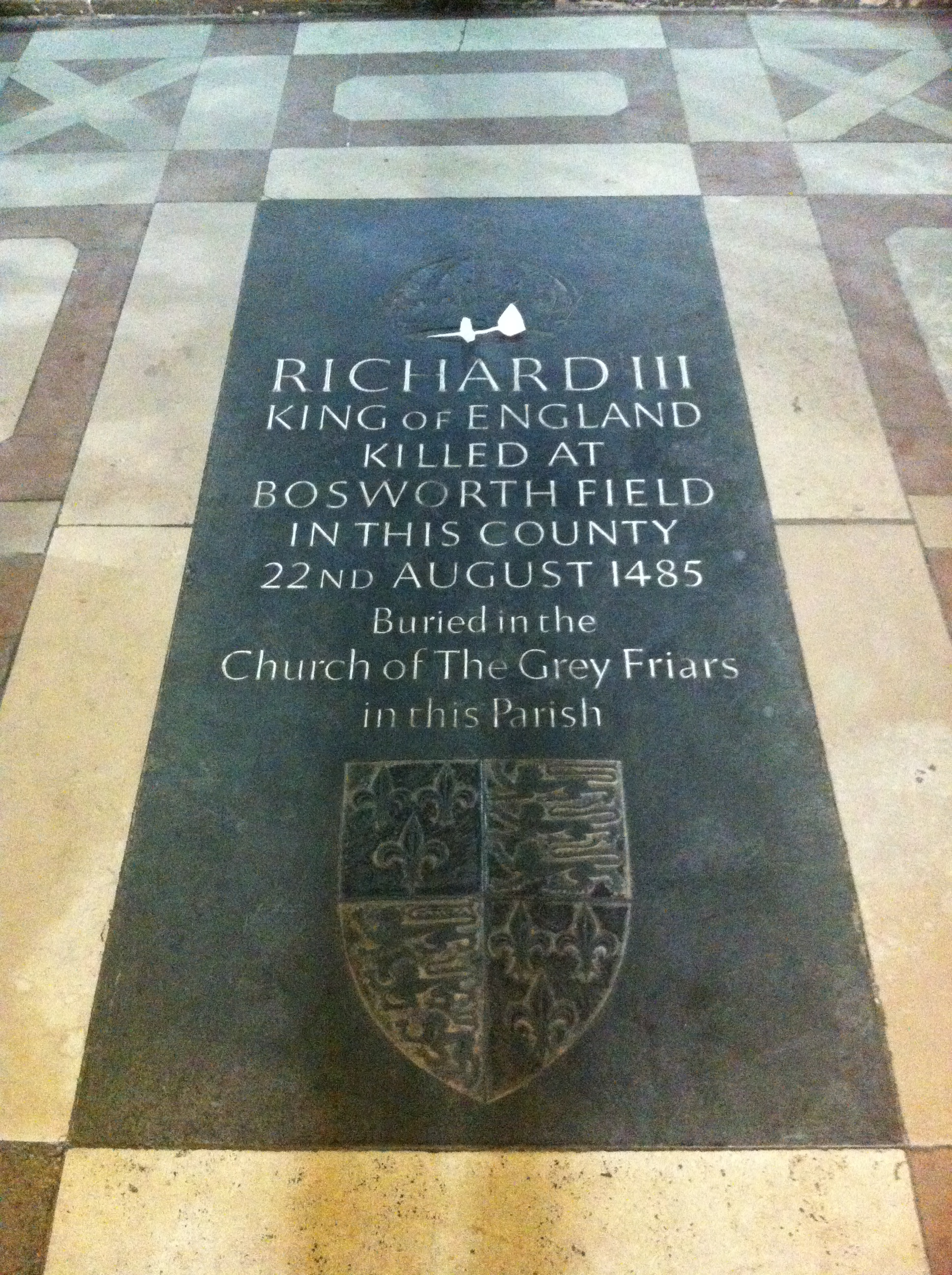
2015年までリチャード3世の墓とされたレスター大聖堂のリチャード3世の墓碑。「1485年8月22日にボズワースにて殺害されたイングランドの王、リチャード3世」と刻まれている。

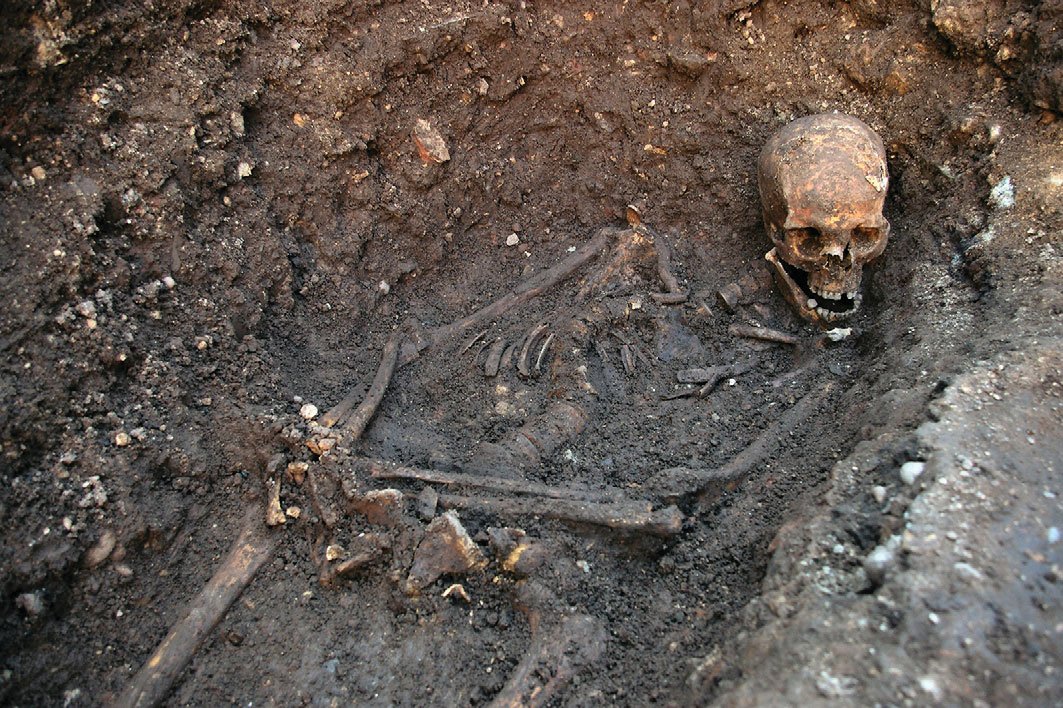
発掘されたリチャード3世の遺骨（2012年）

リチャード3世は、ほぼ一世紀後に書かれたウィリアム・シェイクスピアの戯曲『リチャード三世』（1591年初演）において、ヨーク朝に代わって新たに興ったテューダー朝の敵役として、性格が残忍・卑屈で、兄のエドワード4世と対照的に容姿が醜く、兄の忘れ形見であるエドワード5世ら幼い二人を殺害させた悪人として描かれ、その人物像が後世に伝わった。続く時代にトマス・モアが執筆した『リチャード三世史（リチャード三世伝）』も、こうしたイメージを強めた。
現代において、リチャード3世の悪名はテューダー朝によって着せられたものであるとして、汚名を雪ぎ「名誉回復」を図ろうとする「リカーディアン (Ricardian) 」と呼ばれる歴史愛好家たちもいる。英国の「リチャード3世協会」など、欧米には彼らの交流団体も存在する。
ジョセフィン・テイによる推理小説『時の娘』（1951年）を機に、リチャード3世の甥殺しを冤罪とするなど創作でも再評価が進んだ（後述）。1980年代以降には以下のような作品が挙げられる。
- ジーン・プレイディー"The Sun in Splendour"（1982年）、"The Reluctant Queen"（『リチャード三世を愛した女』 1990年）
- Sharon Kay Penman"The Sunne in Splendour"（1982年）
- Sandra Worth"The Rose of York" シリーズ（2003年 - 2007年）

ただし、デヴィッド・スターキーのように著名な歴史家が「甥殺しのあの悪人」と書くなど、評価はいまだ分かれている。2002年、BBCが発表した「100名の最も偉大な英国人」では82位に選出された。

### 遺体

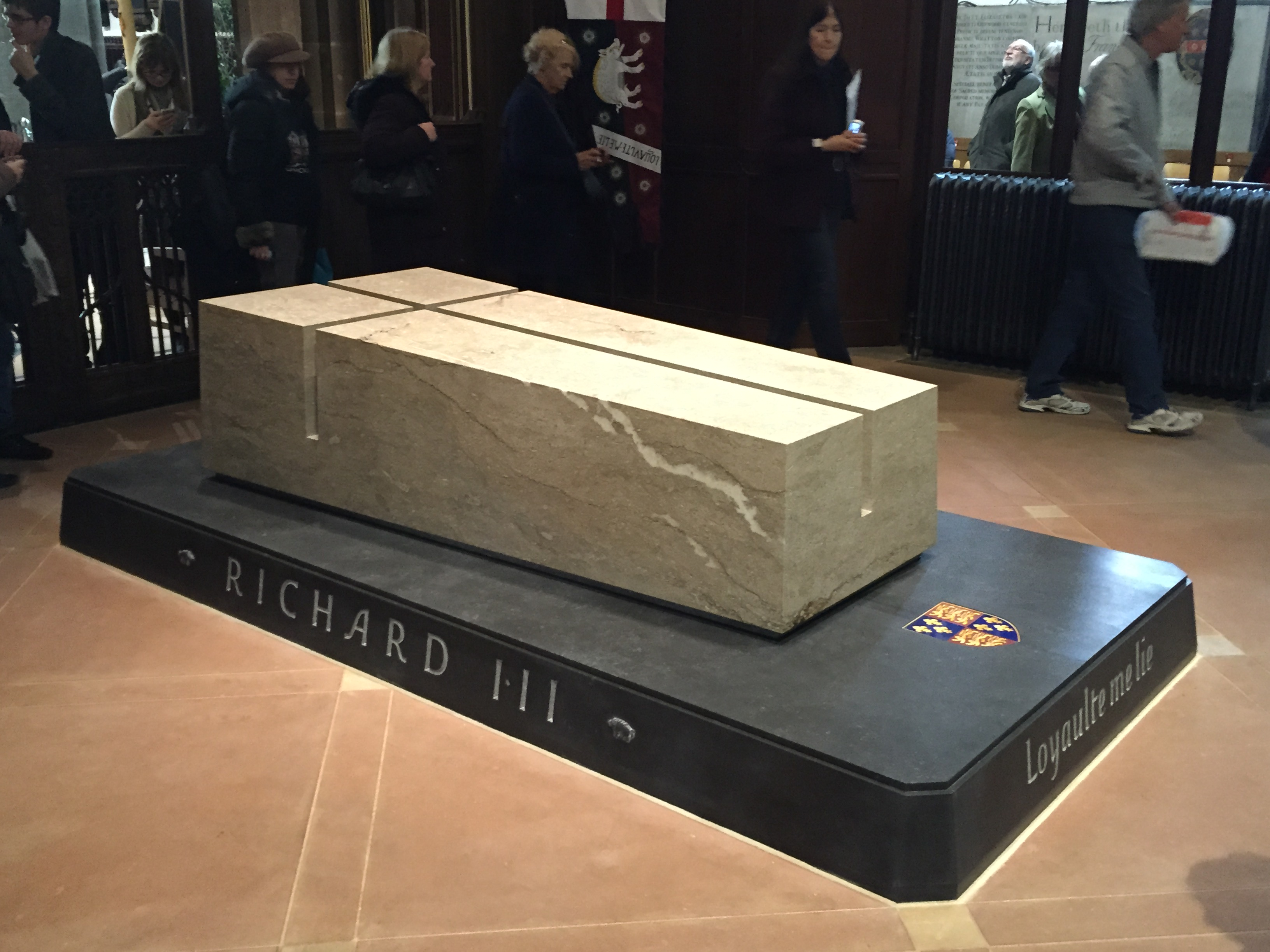
2015年に改葬されたリチャード3世の墓。ヨーク家の紋章と「リチャード3世」の名、「忠誠が我を縛る」のモットーが刻まれている。また白い猪の幟が飾られている。

リチャード3世の遺体の埋葬場所については長らく不明であり、レスターを流れるソアー川に遺骨が棄てられたという通説も信じられていたが、2012年9月5日、フィリッパ・ラングリーらのチームによって、古い時代の遺骨が記録された埋葬場所と一致する、レスター市中心部の駐車場の下から発見された。この発見に「530年ぶりに駐車場の下から悪名高い王の遺体が見つかる」と大きく報じられた。遺骨は頭蓋骨に戦闘で受けたとみられる複数の傷があり、また脊柱に強い脊椎側彎症が確認され、従来悪評を補強するための偏見とも考えられていたリチャード3世のせむしが事実であった可能性が高いことを示した。遺骨発見に大きく貢献した歴史家のジョン・アッシュダウン・ヒル博士によって探し出されたリチャード3世の姉アン・オブ・ヨーク（1439年 - 1476年）の女系子孫（カナダ人マイケル・イブセン）のミトコンドリアDNA鑑定をレスター大学が行い、2013年2月に遺骨をリチャード3世のものと断定した。
また、同チームは遺骨からDNAを採取し、ゲノム解析のうえ髪や瞳の色などの容姿の特定、ならびに健康状態の調査をする方針を2014年9月に発表している。
その後、遺骨を法医学的に分析し、ボズワースの戦いでは11か所の傷を負っていたことが明らかになった。そのうち9か所は兜によって防護されていなかった頭部にあり、頭蓋骨には鋸のような武器で削いだ傷や、骨を貫き脳にまで達した刺し傷もあった。致命傷になったとみられる2か所の傷は、脳内に数センチメートルから10センチメートル程度入り込む頭蓋骨への刺し傷であり、これよって一瞬にして意識を失い、その後に心肺が停止したと考えられる。また、遺体は両足が切断されていた。
リチャード3世のY染色体DNAが、曾祖父の兄であるジョン・オブ・ゴーントから続く同家系の男系の5人の子孫が共通に持つY染色体DNAと一致しなかったことから、ある時点で5人の共通祖先あるいはリチャード3世の祖先（リチャード3世自身を含む）には、公式の家系図に書かれていない父親を持つ男子がいたことが判明した。その結果、ランカスター朝のヘンリー4世、ヘンリー5世、ヘンリー6世と、ヘンリー7世から始まりヘンリー8世とその3人の子に至るまでのテューダー朝全体に、嫡出に関する疑念が生まれている。
その他、リチャード3世が96%の確率で青い目の、77%の確率で金髪の持ち主だったとの結果が出ている。
2015年3月26日、調査が終了した遺骨はレスター大聖堂に再埋葬された。遺体はコーンウォール産の楢材でつくられた棺に納められ、霊柩馬車に牽かれ、ヨーク家の象徴である白薔薇を持つ市民たちが沿道で見守る中、市内を回り、レスター大聖堂に「国王の礼をもって」改葬された。その際、カンタベリー大主教ジャスティン・ウェルビー、ウェセックス伯爵夫人ソフィー、グロスター公爵リチャード王子（即位前のリチャード3世と同名同号である）、同公爵夫人バージッドが臨席し、桂冠詩人デイム・キャロル・アン・デュフィーによる詩が俳優のベネディクト・カンバーバッチ（遺体のDNA分析で血縁者と判明）の朗読によって捧げられ、リオネル・パワーによる『詩編』を基に作曲した音楽が演奏された。また女王エリザベス2世から直筆の手紙が贈られた。
遺骨の発掘場所にはその後、リチャード3世についての博物館が建てられた。

## 系譜
| リチャード3世 | 父: （ヨーク公） リチャード・プランタジネット | 祖父: （ケンブリッジ伯） リチャード・オブ・コニスバラ | 曽祖父: （ヨーク公） エドマンド・オブ・ラングリー[1] |
| リチャード3世 | 父: （ヨーク公） リチャード・プランタジネット | 祖父: （ケンブリッジ伯） リチャード・オブ・コニスバラ | 曽祖母: イザベラ・オブ・カスティル[2]                |
| リチャード3世 | 父: （ヨーク公） リチャード・プランタジネット | 祖母: アン・モーティマー                              | 曽祖父: （マーチ伯） ロジャー・モーティマー          |
| リチャード3世 | 父: （ヨーク公） リチャード・プランタジネット | 祖母: アン・モーティマー                              | 曽祖母: エレノア                                     |
| リチャード3世 | 母: セシリー・ネヴィル                        | 祖父: ラルフ・ネヴィル                                | 曽祖父: ジョン・ドゥ・ネヴィル                       |
| リチャード3世 | 母: セシリー・ネヴィル                        | 祖父: ラルフ・ネヴィル                                | 曽祖母: モード・パーシー                             |
| リチャード3世 | 母: セシリー・ネヴィル                        | 祖母: ジョウン・ボーフォート                          | 曽祖父: （ランカスター公） ジョン・オブ・ゴーント[3] |
| リチャード3世 | 母: セシリー・ネヴィル                        | 祖母: ジョウン・ボーフォート                          | 曽祖母: キャサリン・スウィンフォード                 |

1. [1]と[3]はともにイングランド王エドワード3世と王妃フィリッパ・オブ・エノーの子。
2. [2]はカスティーリャ王ペドロ1世の娘。姉コンスタンスは[3]の2番目の妻。
3. [3]はランカスター家の祖で、生涯に3度結婚。ヘンリー4世は、最初の妻ブランシュ・オブ・ランカスターとの子。

## 登場作品
シェイクスピアの史劇
- ヘンリー六世 第3部
- リチャード三世
  - リチャード三世 (1912年の映画)
  - リチャード三世 (1955年の映画) - 演：ローレンス・オリヴィエ
  - リチャード三世 (1995年の映画) - 演：イアン・マッケラン
  - リチャードを探して（映画） - 演：アル・パチーノ
  - ホロウ・クラウン/嘆きの王冠（テレビドラマシリーズ） - 演 : ベネディクト・カンバーバッチ

小説
- ジョセフィン・テイ『時の娘』
- マイケル・モーパーゴ『弱小FCのきせき 幽霊王とキツネの大作戦』

漫画
- 森川久美『天の戴冠』
- 菅野文『薔薇王の葬列』

戯曲
- 『三代目りちゃあど』作：野田秀樹

映画
- 『ロスト・キング 500年越しの運命』

テレビドラマ
- 『ホワイト・クイーン 白薔薇の女王』